# Espès-Undurein
Espès-Undurein település Franciaországban, Pyrénées-Atlantiques megyében. Lakosainak száma 501 fő (2022. január 1.). Espès-Undurein Ainharp, Aroue-Ithorots-Olhaïby, Arrast-Larrebieu, Charre, Charritte-de-Bas és Viodos-Abense-de-Bas községekkel határos.

## Népesség
A település népességének változása:
| Lakosok száma | 523  | 516  | 522  | 495  | 493  | 491  | 490  | 495  | 501  |
|               | 2013 | 2015 | 2016 | 2017 | 2018 | 2019 | 2020 | 2021 | 2022 |